# Matthew Golding
Matthew Golding (1985) è un ballerino canadese, ex primo ballerino dell'Het Nationale Ballet e del Royal Ballet.

## Biografia
Matthew Golding è nato nella provincia canadese di Saskatchewan e ha iniziato a danzare all'età di otto anni. A quattordici è stato ammesso alla scuola di balletto del Royal Winnipeg Ballet; a sedici anni ha vinto il Prix de Lausanne, grazie al quale è stato ammesso al Royal Ballet School, dove si è perfezionato e ha terminato gli studi. Dopo aver vinto il Youth America Grand Prix nel 2002, nel 2003 si è unito all'American Ballet Theatre.
Dopo sei anni con la compagnia, nel 2009 si è unito all'Het Nationale Ballet in qualità di secondo solista; l'anno successivo è stato promosso al rango di primo ballerino. Negli anni successivi ha danzato come étoile ospite per compagnie di primissimo livello, ballando, tra gli altri, con il Balletto Mariinskij, il Vienna State Ballet, il National Ballet of Canada, il Staatsballett Berlin, l'English National Ballet e il Tokyo Ballet. In questi anni ha ottenuto due candidature al Prix Benois de la Danse, rispettivamente nel 2012 e nel 2013.
Dopo aver danzato nel ruolo di Solor ne La Bayadère al Convent Garden nel 2013 come artista ospite, nel gennaio 2014 si è unito al Royal Ballet in qualità di primo ballerino. All'interno della compagnia ha danzato tutti i maggiori ruoli maschili del repertorio, tra cui Albrecht in Giselle, Basilio ed Espada in Don Chisciotte, Florimund ne La bella addormentata, Siegfried ne Il lago dei cigni, Oberon in The Dream, Romeo in Romeo e Giulietta, Des Grieux ne L'histoire de Manon e l'eponimo protagonista di Onegin. Accolto dalla critica britannica come il successo di Carlos Acosta e ribattezzato il "Brad Pitt della danza" per il suo bell'aspetto, Golding si è ritirano dal Royal Ballet nel 2017. Da allora ha danzato saltuariamente con l'Hong Kong Ballet.